# Aricia strandi
Aricia strandi är en fjärilsart som beskrevs av Obraztsov 1935. Aricia strandi ingår i släktet Aricia och familjen juvelvingar. Inga underarter finns listade i Catalogue of Life.